# Die Hölle ist in mir
Die Hölle ist in mir, auch bekannt unter dem Alternativtitel Eine Handvoll Dreck, ist ein  US-amerikanischer Boxerfilm aus dem Jahr 1956. Er basiert auf der Autobiographie des Boxers Rocky Graziano (1919–1990), die dieser in Zusammenarbeit mit dem Autor Rowland Barber verfasst hat. Das Drehbuch schrieb Ernest Lehman, Regie führte Robert Wise. In den Hauptrollen agierten Paul Newman als Rocky Graziano und Pier Angeli als seine Frau Norma. Der englische Originaltitel des Films lautet Somebody Up There Likes Me (dt. Jemand da oben mag mich), und das gleichnamige Titellied wurde gesungen von Perry Como.

## Handlung
Rocky Barbella wächst in zerrütteten Familienverhältnissen auf. Sein Vater Nick ist ein Trinker, der es nie verkraftet hat, dass er auf Wunsch seiner Frau seine Boxerkarriere aufgegeben hat. Seine Wut und Enttäuschung lässt Nick immer wieder an seinem Sohn Rocky aus, der immer häufiger von zu Hause fortläuft und auf die schiefe Bahn gerät. Zunächst kommt er in eine Besserungsanstalt und bald darauf ins Jugendgefängnis. Dort lernt er Frankie Peppo kennen, der Rocky einlädt, ihn nach seiner Haftzeit in der von ihm mitbetriebenen Boxschule zu besuchen.
Nachdem Rocky im Arbeitslager des Jugendgefängnisses einen Wärter niedergeschlagen hat, wird er zu einer sechsjährigen Gefängnisstrafe verurteilt. Sein Vater hat Rocky bereits aufgegeben, während seine Mutter unter der Entwicklung ihres Sohnes zunehmend leidet und schließlich einen Nervenzusammenbruch erleidet. Als sie ihn nach ihrer Genesung im Gefängnis besucht, wirkt sie gebrochen und erklärt Rocky, dass sie ihn aufgeben werde, wenn er sich nicht bessert. Der schlechte Zustand seiner Mutter und ihre mahnenden Worte bewirken in dem jungen Mann eine positive Veränderung.
Kaum aus dem Gefängnis entlassen, wird er in die Army eingezogen und ist über seine erneute Kasernierung so enttäuscht, dass er einen Rückfall erleidet und seinen Vorgesetzten massiv bedroht, nachdem dieser ihm eine Belehrung erteilt hat. Rocky muss sich daraufhin beim Kompaniechef Captain Woodhope melden, mit dem er ebenfalls aneinandergerät. Er schlägt diesen nieder und begeht anschließend Fahnenflucht.
Bald wird er sich seiner misslichen Lage bewusst und will das Geld verdienen, das er wohl als Strafe zu zahlen hat, wenn er zur Armee zurückkehren würde. Er erinnert sich an die Boxschule und sucht diese auf. Allerdings sitzt sein ehemaliger Mithäftling Frankie Peppo mal wieder im Gefängnis, und damit hat Rocky auch keinen Fürsprecher mehr beim jetzigen Management. Weil aber gerade der Sparringpartner eines erstklassigen Boxers ausgefallen ist, darf Rocky trotzdem in den Ring und beeindruckt die Manager, als er seinen starken Gegner niederschlägt. Weil er noch immer fahnenflüchtig ist und von der Armee gesucht wird, stellt er sich, inspiriert von einer zufällig vorhandenen Flasche der gleichnamigen Wermut-Marke, unter dem Namen Rocky Graziano vor, unter dem er fortan kämpfen wird.
Bald steigt Rocky erstmals in den Ring und absolviert sechs Kämpfe, die er alle durch K. o. gewinnt. Da sein Boxtalent und seine einzigartige Schlagkraft völlig ausreichen, hält er anfangs nicht viel vom Trainieren, ihm geht es nur um das für ihn so leichtverdiente Geld. Dann wird er von Militärs entdeckt und verhaftet. Er kommt vor ein Militärgericht, wird unehrenhaft aus der Armee entlassen und zu einer einjährigen Haftstrafe mit Zwangsarbeit in einem Militärgefängnis verurteilt.
Nach seiner Entlassung lernt er Norma, eine Freundin seiner Schwester, kennen. Obwohl die beiden sehr ungleich sind, verlieben sie sich ineinander und heiraten. Bald bekommen sie eine Tochter. Währenddessen eilt Rocky weiter von Sieg zu Sieg und qualifiziert sich schließlich für den WM-Kampf im Mittelgewicht gegen den Titelverteidiger Tony Zale, den er jedoch verliert.
Anschließend soll er gegen einen anderen Boxer kämpfen und im Falle eines Sieges noch einmal gegen Zale antreten dürfen. Kurz vor dem angesetzten Kampf, in dem Rocky als klarer Favorit gilt, nimmt sein ehemaliger Mithäftling Frankie Peppo Kontakt mit ihm auf und versucht, ihn zu einer absichtlichen Niederlage zu überreden, weil einflussreiche Leute im Hintergrund auf den Gegner wetten und eine gute Quote erzielen wollen. Rocky ist nicht einverstanden, doch weil Peppo droht, seine Vergangenheit über die Medien preisgeben zu lassen, wagt er nicht, sich zu widersetzen. Allerdings ist er auch nicht bereit, durch eine fingierte Niederlage seine weitere Karriere aufs Spiel zu setzen, und schiebt eine Rückenverletzung vor, so dass der Kampf abgesagt wird.
Die Gangster durchschauen sein Verhalten und rächen sich, indem sie die Rocky belastenden Fakten an die Medien weitergeben. Gleichzeitig kommt die Staatsanwaltschaft hinter die Sache und will von Rocky erfahren, wer hinter dem Wettbetrug steht. Obwohl Rocky mit den Gangstern nichts zu tun haben will, ist er andererseits auch nicht bereit, mit der Polizei zu kooperieren und Peppo ans Messer zu liefern. Als Konsequenz wird Graziano von der New Yorker Boxkommission die Lizenz entzogen, so dass er in seiner Heimat nicht mehr boxen darf. Bald darauf wird ihm das Angebot für einen Rückkampf gegen Zale in Chicago unterbreitet, wo er nicht gesperrt ist.
Erneut scheint es eine Pleite für Graziano zu werden, denn Zale treibt ihn über weite Strecken vor sich her und entscheidet die ersten fünf Runden zu seinen Gunsten. Doch in der sechsten Runde dreht sich der Kampf, und Graziano gewinnt durch einen Knockout. Rocky hat sein lang ersehntes Ziel erreicht und ist neuer Weltmeister im Mittelgewicht.
Bei der Heimkehr in New York wird er von den Massen bejubelt und fährt mit einem Konvoi, dem auch seine Eltern angehören, mit denen er wieder im Reinen ist, durch die Menge. Während der Triumphfahrt sagt er zu Norma: „Mehr will ich nie haben. Norma, trink‘ alles in dich herein, solange es dauert; denn einmal werde ich den Titel auch wieder verlieren. Und genauso werde ich auch den Bums in meiner Rechten eines Tages verlieren. Das wird schon kommen. Aber das kann mir nichts ausmachen. Denn ich habe etwas gewonnen, was keiner mir jemals wieder wegnehmen kann. Ich hab‘ Glück gehabt. Jemand da oben muss mich wohl lieben.“ Norma erwidert: „Und jemand hier unten auch.“

## Hintergrund
Steve McQueen stand in der Rolle des jugendlichen Kriminellen Fidel erstmals mit einer kleinen Sprechrolle vor der Kamera. Robert Duvall machte in einer noch kleineren, im Abspann ungenannten Rolle sein Filmdebüt.

## Kritiken
„Diese Rolle machte Paul Newman zum Star. Er hatte sich systematisch darauf vorbereitet, sein Vorbild lange studiert, den rauen italienischen Akzent ebenso angenommen wie die Temperamentsausbrüche, den federnden Gang, die hochgezogenen Schultern, das dauernde Umhertänzeln. Seine ständige Unruhe signalisiert eine explosive Energie, die sich im Grunde nur im Kampf austoben kann.“

„Die Story ist unterhaltsam anzusehen, wenn ihr auch die ganz großen Highlights und Spannungsbögen fehlen.“

## Auszeichnungen (Auswahl)
Der Film wurde 1957 mit einem Oscar für die Beste Kamera (Schwarz-Weiß) ausgezeichnet. Zudem ging der Preis in der Kategorie Bestes Szenenbild (Schwarz-Weiß) an Cedric Gibbons, Malcolm Brown, Edwin B. Willis und F. Keogh Gleason. Filmeditor Albert Akst erhielt eine Nominierung für den Besten Schnitt.